# Università statale del Mississippi
La Mississippi State University è una università  degli Stati Uniti. Fondata nel 1878, è situata a Starkville, nel Mississippi, è inoltre integrata da altre sedi presso: Meridian, Biloxi e Vicksburg. L'università offre 180 programmi di Bachelor's degree ed ospita gli unici programmi accreditati del Mississippi in architettura e medicina veterinaria.
Il diciannovesimo e attuale rettore Mark E. Keenum, è stato sottosegretario all'Agricoltura degli Stati Uniti.

## Sport
Le squadre sportive dell'università, i Mississippi State Bulldogs, competono nella NCAA Division I e nella Southeastern Conference, di cui è stata una delle fondatrici nel 1932.